# Султанова, Гюльнара Юрьевна
Гюльнара (Гуля) Юрьевна Султанова (род. 23 августа 1975 года) — российская и эстонская гражданская и ЛГБТ-активистка, бывшая директор Международного ЛГБТ-кинофестиваля «Бок о Бок», координатор ЛГБТ-организации «Выход» и «Немецко-русского обмена».

## Биография
Гуля Султанова родилась 23 августа 1975 года в Ленинграде. Мать работала врачом, отец — милиционером. Она была старшим ребёнком в семье (из четырёх: два младших брата и младшая сестра).
Гуля Султанова поступила в 1992 году в институт, где изучала германистику. Уже во время учёбы она стала работать переводчицей. А вскоре из-за разногласий и насилия со стороны отца она ушла из дома. 
В 2005 году Гуля Султанова вошла в команду «Немецко-русского обмена», где занималась координацией программы школьного обмена между Россией и Германией: дети жили один год в принимающих семьях другой страны.
В 2008 году Гуля Султанова, будучи открытой лесбиянкой,  стала одной из основательниц ЛГБТ-организации «Выход». Офис «Немецко-русского обмена» служил местом встреч этой активистской группы.
В то же время Гуля Султанова присоединилась к недавно созданной команде Международного ЛГБТ-кинофестиваля «Бок о Бок» и вскоре стала одной из ключевых её фигур. Она получила широкую известность благодаря многочисленным выступлениям в СМИ в связи с вопросами соблюдения прав человека в отношении геев и лесбиянок.
В 2010 году Гуля Султанова входила в состав жюри кинопремии «Тедди» Берлинского кинофестиваля.
В 2022 году в связи с неприятием российского вторжения в Украину и угрозами безопасности со стороны властей Гуля Султанова вместе со своей партнеркой Мэнни де Гуэр покинули страну, переехав в Эстонию, где основали новый квир-культурный проект Q-Space.